# 雷斯彭达德拉佩尼亚
雷斯彭达德拉佩尼亚，是西班牙卡斯蒂利亚-莱昂帕伦西亚省的一个市镇。 总面积66平方公里，总人口244人（2001年），人口密度4人/平方公里。